# Браун, Томас (стрелок)
Томас Грэнвиль Браун (англ. Thomas Granville Brown, 2 февраля 1885 — 4 ноября 1950) — американский военный, олимпийский чемпион.
Томас Браун родился в 1885 году в Холлеке, округ Мононгейлия, штат Западная Виргиния. В 1920 году на Олимпийских играх в Антверпене 1-й лейтенант 41-го пехотного полка армии США Томас Браун стал обладателем серебряной медали в командном первенстве в стрельбе из армейской винтовки стоя на дистанции 300 м, и бронзовой — в командном первенстве в стрельбе одиночными выстрелами по движущейся мишени.
В 1925 году Томас Браун был произведён в капитаны.